# Внешний аудит
Внешний аудит — аудит, проводимый независимой аудиторской организацией (аудитором) на договорной основе с экономическим субъектом с целью получения аудитором разумной уверенности о том, что финансовая отчетность экономического субъекта свободна от существенных искажений, и выражения мнения об этом в форме аудиторского заключения. Внешний аудит исходя из отраслевых особенностей подразделяется на общий аудит, аудит страховых организаций, аудит банков и аудит бирж, внебюджетных фондов и инвестиционных институтов. Внешний аудит может проводиться как по требованию законодательства, так и по инициативе собственников экономического субъекта.

## Заключение аудиторов
Основная задача внешних аудиторов — подготовить заключение о достоверности финансовой информации, представленной в отчетности.
Аудиторские заключения бывают трех типов:
1. Безусловно положительное — финансовая отчетность достоверно отражает финансовое положение, результаты деятельности и движение денежных средств.
2. Положительное с оговорками — отчетность достоверно отражает финансовое положение, результаты деятельности и движение денежных средств, исключая определенные пункты.
3. Отрицательное — финансовая отчетность недостоверно отражает финансовое положение, результаты деятельности и движение денежных средств. При этом аудиторы указывают основания подобных выводов[1].

## Аудит в России
В современной России аудит подразделяют и по другим критериям, принятым в деловом обороте. В зависимости от специфики поставленных задач различают налоговый аудит, экспресс — аудит, правовой аудит. Причем такие критерии применимы как при проведении обязательного аудита, так и при проведении так называемого «инициативного» аудита, где инициатором аудиторской проверки выступает организация-заказчик услуг.
Аудит неразрывно связан с проведением инвентаризации основных средств и товарно-материальных запасов.
Как правило компании прибегают к услугам сторонних организаций при проведении инвентаризации основных средств и товарно-материальных запасов, находящихся на балансе.
Для этих целей привлекаются специализированные компании, которые проводят инвентаризации собственным персоналом с использованием новейших технологий в данной отрасли.